# Баян (хан Кок-Орды)
Бая́н (годы правления 1302 — около 1319) — хан Кок-Орды. Сын хана Куинджи. Правил в Кок-Орде в период междоусобных войн. Оспаривал власть с Куйлуком, Мангытаем и другими временщиками. Имел наследственное право на власть в Восточном Дешт-и-Кипчаке. Поддерживал дипломатические связи с Тулуидами Китая (Хубилаиды, правители империи Юань) и Ирана (Хулагуиды, правители государства ильханов), вёл военные действия против Угэдэидов и Чагатаидов Средней Азии Хайду и Дувы (Тыва), и их ставленника Куйлука. При помощи золотоордынского хана Тохты Баяну удалось разбить Куйлука и взять власть в свои руки в 1302 году. Сыновья Кайду, Чапар и Дува, выдвинули нового ставленника — сына Куйлука Куштая. Новая междоусобица ослабила Белую Орду. В 1308 году власть захватил брат Баяна Мангытай (Макудай). Остатки войск Баяна были разбиты в 1309 году Куштаем. Предположительно, Баяну удалось вернуть себе власть в 1310 году и править страной до 1318—1319 годов. Преемником Баяна стал его сын Сасы-Бука (1318/1319—1320/1321).